# Oxyopes chapini
Oxyopes chapini är en spindelart som beskrevs av Roger de Lessert 1927. Oxyopes chapini ingår i släktet Oxyopes och familjen lospindlar.
Artens utbredningsområde är Kongo. Inga underarter finns listade i Catalogue of Life.